# Werny Engelhardt
Werny Engelhardt (* 1910 ?; † 14. Januar 1982) war ein deutscher Musiker, Komponist, Bearbeiter und Kapellenleiter. 

## Leben
Er lebte und arbeitete in Leipzig. Dort studierte er Klarinette und beendete das Studium mit dem Staatsexamen. In seinem Ensemble spielte er auch Klavier und Akkordeon. Seine Stärken waren Melodien mit südamerikanischem Rhythmus.

## Werke
- 1951: „Ich sing' von früh bis spät“ (Text Maggie Koch, Werny Engelhardt)[2]
- 1955: „Cubana“
- 1955: „Skizze Nr.“
- 1955: „Merida“
- 1955: „Belgrano“
- 1956: „Sag' mir leise du“  (Johannes Kretzschmar)
- 1956: „Argentinische Nächte“  (Johannes Kretzschmar)
- 1956: „Werratal-Lied“ (Karl Müller)
- 1956: „Da kann man halt nichts machen“ (Maggie Koch, Helmut Kießling)
- 1956: „Bitte, bitte komm“ (Werny Engelhardt)
- 1957: „Ein Ton genügt“ (Willy Schüller)
- 1958: „Die Mama ist schon dafür“ (Dieter Schneider)
- 1958: „Die Schönste auf dem Tanzparkett“ (Dieter Schneider)[3]
- 1958: „Karina“ (Helmut Kießling)[4]
- 1961: „Immer allein“ (Jürgen Hartzsch)[5]
- 1963: „Sag' doch du“ (Harro Korth)[6]
- 1963: „Ohne dich“ (Harro Korth)[7]